# Treignac

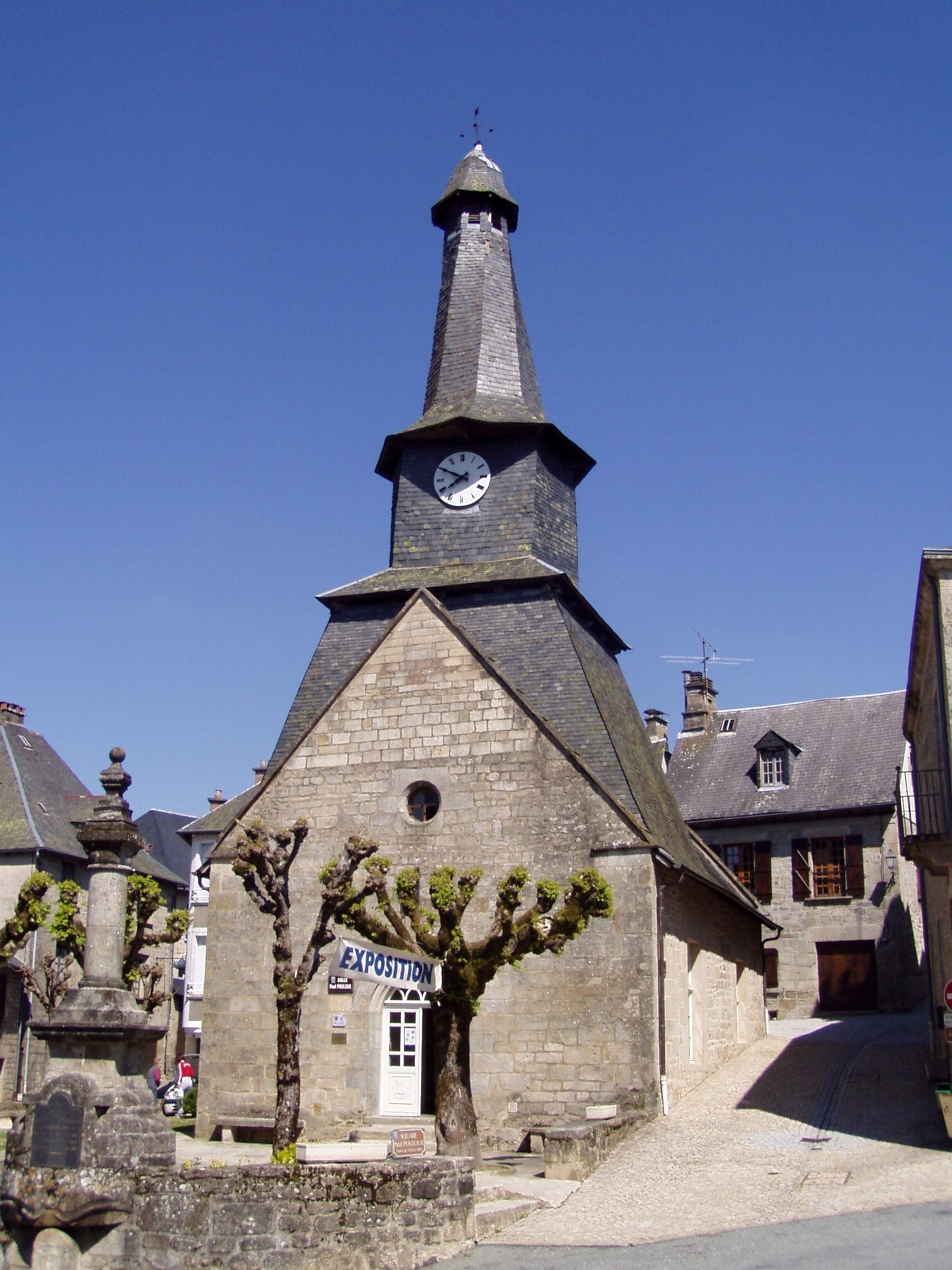
Kaplica w Treignac, 2006

Treignac – miejscowość i gmina we Francji, w regionie Nowa Akwitania, w departamencie Corrèze.
Według danych na rok 1990 gminę zamieszkiwało 1520 osób, a gęstość zaludnienia wynosiła 41 osób/km² (wśród 747 gmin Limousin Treignac plasuje się na 70. miejscu pod względem liczby ludności, natomiast pod względem powierzchni na miejscu 102.).